# Baberu
Baberu è una suddivisione dell'India, classificata come nagar panchayat, di 14.499 abitanti, situata nel distretto di Banda, nello stato federato dell'Uttar Pradesh. In base al numero di abitanti la città rientra nella classe IV (da 10.000 a 19.999 persone).

## Geografia fisica
La città è situata a 25° 33' 0 N e 80° 43' 0 E e ha un'altitudine di 111 m s.l.m..

## Società

### Evoluzione demografica
Al censimento del 2001 la popolazione di Baberu assommava a 14.499 persone, delle quali 7.784 maschi e 6.715 femmine. I bambini di età inferiore o uguale ai sei anni assommavano a 2.444, dei quali 1.267 maschi e 1.177 femmine. Infine, coloro che erano in grado di saper almeno leggere e scrivere erano 8.672, dei quali 5.566 maschi e 3.106 femmine.